# Mikołaj Goczanowski
Mikołaj Goczanowski (Gocanowski) herbu Ślepowron (zm. w 1540 roku) – wojski kruszwicki w latach 1532-1538, pisarz inowrocławski w latach 1522-1532, miecznik inowrocławski w latach 1528-1537.
Poseł na sejm krakowski 1523 roku z województwa inowrocławskiego. Poseł na sejm krakowski 1531/1532 roku z województwa poznańskiego i województwa kaliskiego.